# Melastomovke
Melastomovke (lat. Melastomataceae), biljna porodica u redu mirtolike (Myrtales). Ime je dobila po dvogodišnjem raslinju roda melastoma (Melastoma). Porodici pripada preko 6000 vrsta unutar 148 rodova u 3 potporodice u tropima, daleka većina u tropskoj Americi, gotovo 1000 u Kolumbiji. Potpuna filogenija: Goldenberg et al. (2022) zeljastog bilja, grmova i manjeg drveća.
Postoje tri potporodice: Melastomatoideae,  Kibessioideae  i Olisbeoideae. Porodica je opisana 1789.
Sinonimni nazivi su: Memecylaceae DC. i Mouririaceae Gardner

## Globalna raznolikost, distribucija i endemizam
Melastomataceae, s nekih 5858 vrsta, spadaju među 10 najvećih porodica cvjetnica. Melastome su subkozmopoliti i uglavnom su rasprostranjeni u tropima i suptropima, s većinom vrsta u Neotropima. Porodica se sastoji od 173 roda i, kako se trenutno razumije, podijeljena je u 3 kladusa (potporodice): Kibessioideae (15 vrsta), Olisbeoideae (556 vrsta) i Melastomatoideae (5287 vrsta) s većinom vrsta grupirani u 21 pleme. Otprilike 64% vrsta nalazi se u Americi, 25% u Aziji i Oceaniji, 5,5% na Madagaskaru i 5,5% u Africi, bez ikakvog roda koji je porijeklom iz Novog i Starog svijeta. Porodica je važna komponenta tropskih ekosustava, posebno vlažnih šuma, i javlja se od razine mora do visokih planina. Iako se pojavljuje u sezonski suhim staništima, ne pojavljuje se u pravim pustinjskim sredinama. Pripadnici Melastomataceae uglavnom su ljekovito bilje i grmlje, ali postoje i penjačice, epifiti, hemiepifiti i drveće.

## Povijest klasifikacije, predmolekularna era
Povijest klasifikacije Melastomataceae je jednostavna. Sažeto je u dva dijela, ranu povijest prije pojave Trianinog sustava nakon koje slijedi kronološka povijest glavnih sustava klasifikacije od predmolekularne ere do 1993. Rana povijest počinje s Jussieuom koji je prvi prepoznao Melastomataceae 1789. godine, ali veći dio ranog konceptualnog okvira za porodicu naknadno je uspostavio David Don koristeći reproduktivne karakteristike plodova i sjemenki. Jedna morfološki anomalna skupina koja se sastoji od paleotropskog Memecylona, neotropskog Mouririja i Votomite i tri druga srodna paleotropska roda (Lijndenia, Spathandra i Warneckea) opetovano su uključivani i isključivani iz Melastomataceae počevši od ranih 1800-ih. Status Pternandra (Kibessioideae) također je dobio različite tretmane od strane proučavatelja porodice. Dokazi su pregledani sažimanjem argumenata za uključivanje Pternandra i Memecylon i srodnih rodova kao zasebnih potporodica u široko definiranu Melastomataceae. Glavni sustavi klasifikacije Candollea (1828a), Hookera (1867), Triane (1866; 1871 [1872]), Cogniauxa (1891), Krassera (1893), van Vlieta i sur. (1981) i Renner (1993) uspoređuju se i ocjenjuju.

## Rodovi
Familia Melastomataceae Juss. (6022 spp.)
1. Subfamilia Kibessioideae Naudin
  1. Pternandra Jack (17 spp.)
2. Subfamilia Olisbeoideae Burnett
  1. Votomita Aubl. (10 spp.)
  2. Mouriri Aubl. (90 spp.)
  3. Lijndenia Zoll. & Moritzi (17 spp.)
  4. Spathandra Guill. & Perr. (1 sp.)
  5. Warneckea Gilg (49 spp.)
  6. Memecylon L. (376 spp.)
3. Subfamilia Melastomatoideae Ser. ex DC.
  1. Tribus Astronieae Triana
    1. Tessmannianthus Markgr. (7 spp.)
    2. Astronidium A. Gray (68 spp.)
    3. Beccarianthus Cogn. (9 spp.)
    4. Astrocalyx Merr. (1 sp.)
    5. Astronia Blume (58 spp.)

  2. Tribus Bertolonieae Triana
    1. Bertolonia Raddi (35 spp.)

  3. Tribus Blakeeae Benth. & Hook. f. (Pyxidantheae)
    1. Chalybea Naudin (11 spp.)
    2. Blakea P. Browne (199 spp.)

  4. Tribus Cambessedesieae, novi tribus[5]
    1. Cambessedesia DC. (26 spp.)
    2. Merianthera Kuhlm. (8 spp.)
    3. Huberia DC. (37 spp.)

  5. Tribus Cyphostyleae Gleason
    1. Quipuanthus Michelang. & C. Ulloa (1 sp.)
    2. Alloneuron Pilg. (6 spp.)
    3. Allomaieta Gleason (10 spp.)
    4. Wurdastom B. Walln. (10 spp.)

  6. Tribus Dinophoreae Penneys & Ver.-Lib.
    1. Ochthocharis Blume (8 spp.)
    2. Dinophora Benth. (1 sp.)

  7. Tribus Dissochaeteae Triana
    1. Creochiton Blume (13 spp.)
    2. Dalenia Korth. (9 spp.)
    3. Diplectria (Blume) Rchb. (7 spp.)
    4. Dissochaeta Blume (29 spp.)
    5. Macrolenes Naudin (27 spp.)

  8. Tribus Eriocnemeae Penneys & Almeda
    1. Ochthephilus Wurdack (1 sp.)
    2. Eriocnema Naudin (2 spp.)
    3. Physeterostemon R. Goldenb. & Amorim (5 spp.)

  9. Tribus Feliciadamieae Jacq.-Fél. ex Penneys
    1. Feliciadamia Bullock (1 sp.)

  10. Tribus Henrietteeae Penneys, Michelang., Judd & Almeda
    1. Kirkbridea Wurdack (2 spp.)
    2. Bellucia Neck. (22 spp.)
    3. Henriettea DC. (69 spp.)

  11. Tribus Lavoisiereae DC.
    1. Rhynchanthera DC. (19 spp.)
    2. Poteranthera Bong. (6 spp.)
    3. Microlicia D. Don (296 spp.)

  12. Tribus Lithobieae Penneys & Almeda
    1. Lithobium Bong. (1 sp.)

  13. Tribus Marcetieae M.J.Rocha, P.J.F.Guim. & Michelang.
    1. Comoliopsis Wurdack (3 spp.)
    2. Mallophyton Wurdack (1 sp.)
    3. Pseudoernestia (Cogn.) Krasser (2 spp.)
    4. Comolia DC. (13 spp.)
    5. Acisanthera P. Browne (11 spp.)
    6. Noterophila Mart. (8 spp.)
    7. Dicrananthera C. Presl (1 sp.)
    8. Rostranthera M. J. Rocha & P. J. F. Guim. (1 sp.)
    9. Leiostegia Benth. (1 sp.)
    10. Sandemania Gleason (1 sp.)
    11. Siphanthera Pohl (20 spp.)
    12. Ernestia DC. (12 spp.)
    13. Macairea DC. (23 spp.)
    14. Brasilianthus Almeda & Michelang. (1 sp.)
    15. Nepsera Naudin (1 sp.)
    16. Appendicularia DC. (4 spp.)
    17. Acanthella Hook.f. (2 spp.)
    18. Marcetia DC. (38 spp.)
    19. Fritzschia Cham. (12 spp.)
    20. Aciotis D. Don (14 spp.)

  14. Tribus Melastomateae Bartl.
    1. Loricalepis Brade (2 spp.)
    2. Pterogastra Naudin (2 spp.)
    3. Pterolepis (DC.) Miq. (17 spp.)
    4. Desmoscelis Naudin (2 spp.)
    5. Tibouchina Aubl. (28 spp.)
    6. Pleroma D. Don (185 spp.)
    7. Heterocentron Hook. & Arn. (14 spp.)
    8. Centradenia G. Don (4 spp.)
    9. Schwackaea Cogn. (1 sp.)
    10. Pilocosta Almeda & Whiffin (5 spp.)
    11. Andesanthus P. J. F. Guim. & Michelang. (9 spp.)
    12. Brachyotum (DC.) Triana (55 spp.)
    13. Chaetogastra DC. (123 spp.)
    14. Monochaetum (DC.) Naudin (53 spp.)
    15. Bucquetia DC. (3 spp.)
    16. Castratella Naudin (2 spp.)
    17. Chaetolepis (DC.) Miq. (11 spp.)
    18. Guyonia Naudin (14 spp.)
    19. Anaheterotis Ver.-Lib. & G. Kadereit (1 sp.)
    20. Argyrella Naudin (7 spp.)
    21. Cailliella Jacq.-Fél. (1 sp.)
    22. Melastomastrum Naudin (7 spp.)
    23. Tristemma Juss. (15 spp.)
    24. Dichaetanthera Endl. (37 spp.)
    25. Dissotidendron (A. Fern. & R. Fern.) Ver.-Lib. & G. Kadereit (11 spp.)
    26. Heterotis Benth. (6 spp.)
    27. Melastoma L. (93 spp.)
    28. Osbeckia L. (44 spp.)
    29. Amphorocalyx Baker (5 spp.)
    30. Dionycha Naudin (3 spp.)
    31. Rousseauxia DC. (13 spp.)
    32. Nothodissotis Ver.-Lib. & G. Kadereit (2 spp.)
    33. Dupineta Raf. (5 spp.)
    34. Pseudosbeckia A. Fern. &. R. Fern. (1 sp.)
    35. Rosettea Ver.-Lib. & G. Kadereit (21 spp.)
    36. Derosiphia Raf. (1 sp.)
    37. Dissotis Benth. (6 spp.)
    38. Nerophila Naudin (8 spp.)
    39. Antherotoma (Naudin) Hook.f. (12 spp.)
    40. Almedanthus Ver.-Lib. & R. D. Stone (1 sp.)
    41. Eleotis Ver.-Lib. & R. D. Stone (4 spp.)
    42. Pyrotis Ver.-Lib. & R. D. Stone (1 sp.)
    43. Feliciotis Ver.-Lib. & G. Kadereit (12 spp.)
    44. Dissotis s. lat. (2 spp.)
    45. Dionychastrum A. Fern. & R. Fern. (1 sp.)

  15. Tribus Merianieae Triana
    1. Macrocentrum Hook.f. (26 spp.)
    2. Adelobotrys DC. (31 spp.)
    3. Graffenrieda DC. (66 spp.)
    4. Centronia D. Don (4 spp.)
    5. Salpinga Mart. ex DC. (12 spp.)
    6. Maguireanthus Wurdack (1 sp.)
    7. Meriania Sw. (124 spp.)
    8. Axinaea Ruiz & Pav. (40 spp.)

  16. Tribus  Miconieae DC.
    1. Miconia Ruiz & Pav. (1914 spp.)

  17. Tribus  Rhexieae DC.
    1. Rhexia Gronov. (13 spp.)
    2. Pachyloma DC. (4 spp.)
    3. Arthrostemma Ruiz & Pav. (4 spp.)

  18. Tribus Rupestreeae Penneys & R. Goldenb.
    1. Rupestrea R.Goldenb., Almeda & Michelan. (2 spp.)

  19. Tribus  Sonerileae Triana
    1. Opisthocentra Hook.f. (1 sp.)
    2. Neblinanthera Wurdack (1 sp.)
    3. Tateanthus Gleason (1 sp.)
    4. Boyania Wurdack (3 spp.)
    5. Phainantha Gleason (5 spp.)
    6. Benna Burgt & Ver.-Lib. (1 sp.)
    7. Tryssophyton Wurdack (2 spp.)
    8. Gravesia Naudin (115 spp.)
    9. Bourdaria A. Chev. (1 sp.)
    10. Dicellandra Hook.f. (3 spp.)
    11. Mendelia Ver.-Lib. & G. Kadereit (1 sp.)
    12. Calvoa Hook.f. (20 spp.)
    13. Cincinnobotrys Gilg (9 spp.)
    14. Preussiella Gilg (2 spp.)
    15. Amphiblemma Naudin (14 spp.)
    16. Vietsenia C. Hansen (4 spp.)
    17. Scorpiothyrsus H. L. Li (3 spp.)
    18. Poilannammia C. Hansen (4 spp.)
    19. Tashiroea Matsum. ex Ito & Matsum. (12 spp.)
    20. Tigridiopalma C. Chen (3 spp.)
    21. Nephoanthus C. W. Lin & T. C. Hsu (2 spp.)
    22. Medinilla Gaudich. (383 spp.)
    23. Boerlagea Cogn. (1 sp.)
    24. Pachycentria Blume (8 spp.)
    25. Plethiandra Hook.f. (8 spp.)
    26. Cyanandrium Stapf (4 spp.)
    27. Brittenia Cogn. (1 sp.)
    28. Enaulophyton Steenis (2 spp.)
    29. Driessenia Korth. (19 spp.)
    30. Heteroblemma (Blume) Cámara-Leret, Ridd.-Num. & Veldkamp (15 spp.)
    31. Catanthera F. Muell. (19 spp.)
    32. Kendrickia Hook.f. (1 sp.)
    33. Sonerila Roxb. (209 spp.)
    34. Sarcopyramis Wall. (4 spp.)
    35. Barthea Hook.f. (1 sp.)
    36. Oxyspora DC. (12 spp.)
    37. Allomorphia Blume (16 spp.)
    38. Anerincleistus Korth. (31 spp.)
    39. Poikilogyne Baker f. (27 spp.)
    40. Tylanthera C. Hansen (2 spp.)
    41. Aschistanthera C. Hansen (1 sp.)
    42. Tayloriophyton M. P. Nayar (2 spp.)
    43. Hylocharis Miq. (4 spp.)
    44. Campimia Ridl. (2 spp.)
    45. Neodriessenia M. P. Nayar (6 spp.)
    46. Phyllagathis Blume (1 sp.)
    47. Styrophyton S. Y. Hu (1 sp.)
    48. Fordiophyton Stapf (16 spp.)
    49. Kerriothyrsus C. Hansen (1 sp.)
    50. Blastus Lour. (11 spp.)
    51. Stussenia C. Hansen (1 sp.)
    52. Bredia Blume (26 spp.)
    53. Plagiopetalum Rehder (3 spp.)
    54. Phyllagathis auct. (50 spp.)
    55. Cyphotheca Diels (1 sp.)
    56. Sporoxeia W. W. Sm. (8 spp.)
    57. Perilimnastes Ridl. (20 spp.)

  20. Tribus Stanmarkieae Penneys & Almeda
    1. Stanmarkia Almeda (2 spp.)
    2. Centradeniastrum Cogn. (2 spp.)

  21. Tribus Trioleneae Bacci, Michelang. & R. Goldenb.,[6]
    1. Monolena Triana (16 spp.)
    2. Triolena Naudin (26 spp.)